# Depresión en la infancia y la adolescencia

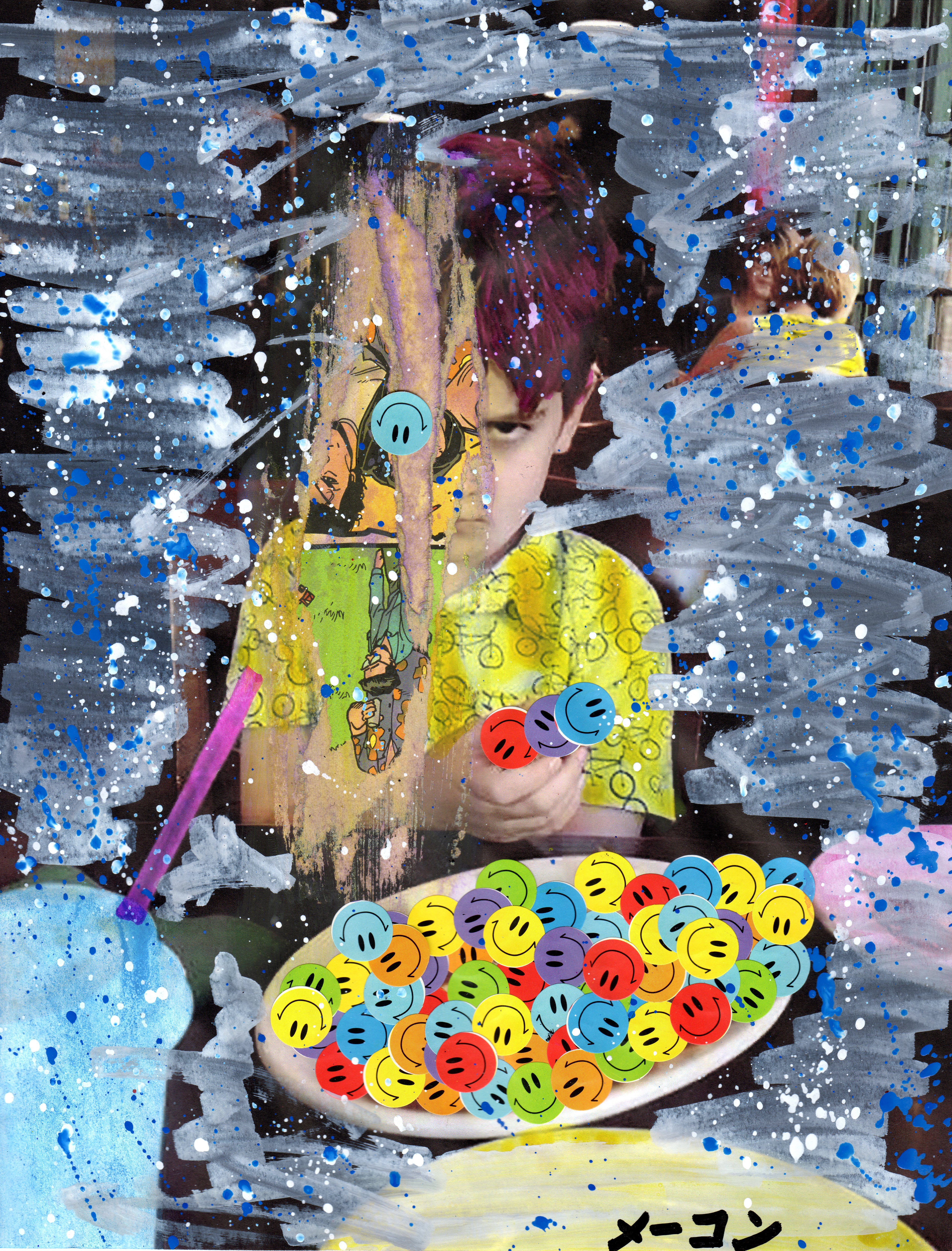
Obra que representa la depresión infantil de Marc-Anthony Macon

El trastorno depresivo mayor, a menudo denominado simplemente depresión, es un trastorno mental caracterizado por infelicidad o irritabilidad prolongada. Se acompaña de una constelación de signos y síntomas somáticos y cognitivos como fatiga, apatía, problemas del sueño, pérdida de apetito, pérdida de compromiso, baja autoestima, dificultad para concentrarse e indecisión, o pensamientos recurrentes de muerte o suicidio.
La depresión en la niñez y la adolescencia es similar al trastorno depresivo mayor en adultos, aunque los jóvenes que la padecen pueden exhibir una mayor irritabilidad o descontrol conductual en lugar de los sentimientos más comunes de tristeza, vacío o desesperanza que se observan en los adultos.  Los niños que están bajo estrés, que experimentan una pérdida o duelo, o que tienen otros trastornos subyacentes tienen un mayor riesgo de sufrir depresión. La depresión infantil suele ser comórbida con trastornos mentales además de otros trastornos del estado de ánimo, más comúnmente trastorno de ansiedad y trastorno de conducta. Destacando el papel fundamental de la adolescencia y la juventud, la Alianza Nacional sobre Enfermedades Mentales informa que el 75 por ciento de los trastornos de salud mental comienzan a los 24 años, enfatizando la urgencia de abordar los desafíos de salud mental de los jóvenes.   La depresión también tiende a ser hereditaria.  En una revisión Cochrane de 2016, la terapia cognitivo-conductual (TCC), la TCC de tercera ola y la terapia interpersonal demostraron pequeños beneficios positivos en la prevención de la depresión.  Los psicólogos han desarrollado diferentes tratamientos para ayudar a los niños y adolescentes que sufren de depresión, aunque la legitimidad del diagnóstico de depresión infantil como trastorno psiquiátrico, así como la eficacia de diversos métodos de evaluación y tratamiento, siguen siendo controvertidas.

## Tasas base y prevalencia
Alrededor del 8% de los niños y adolescentes padecen depresión.  En 2016, el 51% de los estudiantes (adolescentes) que visitaron un centro de asesoramiento informaron tener ansiedad, seguida de depresión (41%), preocupaciones en las relaciones (34%) e ideas suicidas (20,5%).  Muchos estudiantes informaron haber experimentado múltiples condiciones a la vez. Las investigaciones sugieren que la prevalencia de niños con trastorno depresivo mayor en las culturas occidentales oscila entre el 1,9% y el 3,4% entre los niños de escuela primaria.  Entre los adolescentes, hasta el 9% cumple con los criterios de depresión en un momento dado y aproximadamente el 20% experimenta depresión en algún momento durante la adolescencia.  Los estudios también han encontrado que entre los niños diagnosticados con un episodio depresivo, hay una tasa de recurrencia del 70% en cinco años.  Además, el 50% de los niños con depresión tendrán una recurrencia al menos una vez durante su edad adulta.  Si bien no hay diferencia de género en las tasas de depresión entre los menores de 15 años después de esa edad, la tasa entre las mujeres se duplica en comparación con los hombres. Sin embargo, en términos de tasas de recurrencia y gravedad de los síntomas, no hay diferencia de género.  En un intento de explicar estos hallazgos, una teoría afirma que las mujeres preadolescentes, en promedio, tienen más factores de riesgo de depresión en comparación con los hombres. Estos factores de riesgo luego se combinan con el estrés y los desafíos típicos del desarrollo adolescente para desencadenar la aparición de la depresión.  La depresión en la juventud y la adolescencia se asocia con una amplia gama de resultados que pueden surgir más adelante en la vida del individuo afectado. Algunos de estos resultados incluyen mala salud física y mental, problemas para funcionar socialmente y suicidio. 
Al igual que sus homólogos adultos, los niños y adolescentes que padecen depresión tienen un mayor riesgo de intentar suicidarse.  El suicidio es la cuarta causa de muerte entre los jóvenes de 15 a 19 años.  Los varones adolescentes pueden tener un riesgo aún mayor de conducta suicida cuando también presentan un trastorno de conducta.  En la década de 1990, el Instituto Nacional de Salud Mental (NIMH) descubrió que hasta el 7% de los adolescentes que desarrollan un trastorno depresivo mayor pueden suicidarse cuando son adultos jóvenes.  Estas estadísticas demuestran la importancia de las intervenciones de familiares y amigos, la importancia del diagnóstico temprano y el tratamiento por parte del personal médico para prevenir el suicidio entre los jóvenes en riesgo. Sin embargo, algunos datos mostraron una conclusión opuesta. La mayoría de los síntomas de depresión los reportan con mayor frecuencia las mujeres; como la tristeza (reportada por el 85,1% de las mujeres y el 54,3% de los hombres) y el llanto (aproximadamente el 63,4% de las mujeres y el 42,9% de los hombres). Las mujeres tienen una mayor probabilidad de sufrir depresión que los hombres, con una prevalencia del 19,2% y 13,5% respectivamente. 

### Factores de riesgo
Los factores de riesgo de la depresión adolescente incluyen antecedentes familiares de depresión, antecedentes personales de trauma, conflictos familiares, orientación sexual minoritaria o tener una enfermedad médica crónica.  Tiende a haber tasas de prevalencia más altas y síntomas más graves en las adolescentes en comparación con los adolescentes varones. Estas tasas más altas también son aplicables en adolescentes mayores en comparación con los adolescentes más jóvenes.  Esto puede deberse a fluctuaciones hormonales que pueden hacer que las mujeres adolescentes sean más vulnerables a la depresión.  El hecho de que una mayor prevalencia de depresión se correlacione con cambios hormonales en las mujeres, particularmente durante la pubertad, sugiere que las hormonas femeninas pueden ser un desencadenante de la depresión.  La brecha de género en la depresión entre hombres y mujeres adolescentes se ha relacionado con los niveles más bajos de pensamiento positivo, necesidad de aprobación y concentración en sí mismas de las mujeres jóvenes en condiciones negativas.  La exposición frecuente a la victimización o al acoso se relacionó con altos riesgos de depresión, ideación e intentos de suicidio en comparación con aquellos que no estaban involucrados en el acoso.  La dependencia de la nicotina también se asocia con depresión, ansiedad y mala alimentación, principalmente en hombres jóvenes.  Aunque no se ha establecido una dirección causal, la participación en cualquier sexo o el consumo de drogas es motivo de preocupación.  Los niños que desarrollan depresión mayor tienen más probabilidades de tener antecedentes familiares del trastorno (a menudo, un padre que experimentó depresión a una edad temprana) que los pacientes con depresión que comenzó en la adolescencia o en la edad adulta. Los adolescentes con depresión también tienen probabilidades de tener antecedentes familiares de depresión, aunque la correlación no es tan alta como en el caso de los niños.   

### Comorbilidad
También existe una tasa sustancial de comorbilidad con depresión en niños con trastorno de ansiedad, trastorno de conducta y deterioro del funcionamiento social.   En particular, existe una alta tasa de comorbilidad con la ansiedad, que oscila entre el 15,9% y el 75%.   Los trastornos de conducta también tienen una comorbilidad significativa con la depresión en niños y adolescentes, con una tasa del 23% en un estudio longitudinal.  Más allá de otros trastornos clínicos, también existe una asociación entre la depresión en la infancia, malos resultados psicosociales y académicos, así como un mayor riesgo de abuso de sustancias y suicidio. 
La prevalencia de comorbilidades psiquiátricas durante la adolescencia puede variar según la raza y el origen étnico. 

### Causas sociales
Los adolescentes están comprometidos en una búsqueda de identidad y significado en sus vidas. También se les ha considerado un grupo único con una amplia gama de dificultades y problemas en su transición a la edad adulta. La presión académica, las dificultades intrapersonales e interpersonales, la muerte de seres queridos, las enfermedades y la pérdida de relaciones han demostrado ser importantes factores estresantes en los jóvenes.  Si bien es una parte normal del desarrollo en la adolescencia experimentar emociones angustiosas e incapacitantes, existe una incidencia cada vez mayor de enfermedades mentales en todo el mundo. La depresión suele ser una respuesta a acontecimientos de la vida, como problemas de relación, problemas financieros, enfermedades físicas, duelo, etc. Algunas personas pueden deprimirse sin ninguna razón obvia y su sufrimiento es tan real como el de aquellos que reaccionan a acontecimientos de la vida. La estructura psicológica también puede influir en la vulnerabilidad a la depresión. Las personas que tienen baja autoestima, se ven constantemente a sí mismas y al mundo con pesimismo, o se sienten abrumadas fácilmente por el estrés, pueden ser especialmente propensas a la depresión.  Las encuestas comunitarias revelan que las mujeres tienen más probabilidades que los hombres de decir que están bajo estrés. Otros estudios sugieren que las mujeres tienen más probabilidades que los hombres de deprimirse en respuesta a un evento estresante. Las mujeres también tienen más probabilidades de experimentar ciertos tipos de estrés severo, como abuso sexual infantil, agresiones sexuales de adultos y violencia doméstica.  Además, la depresión puede ser el resultado de una mala experiencia, una de las cuales podría ocurrir durante el atletismo, donde las causas sociales trascienden a prácticas jerárquicas en forma de acoso escolar, que pueden arraigar la causa inicial. 

## Diagnóstico
Según el Manual diagnóstico y estadístico de los trastornos mentales, los niños presentan un estado de ánimo deprimido o una pérdida de interés/placer en las actividades normales. Estas actividades pueden incluir la escuela, actividades extracurriculares o interacciones con compañeros. Los estados de ánimo depresivos en los niños pueden expresarse como inusualmente irritables. Estas expresiones pueden manifestarse "comportándose mal", comportándose imprudentemente o reaccionando con ira/hostilidad. Los niños que no tienen el desarrollo cognitivo o del lenguaje para expresar adecuadamente sus estados de ánimo también pueden manifestar su estado de ánimo a través de quejas físicas, como mostrar expresiones faciales tristes  y un contacto visual deficiente. Un niño también debe presentar otros cuatro síntomas para poder ser diagnosticado clínicamente. Sin embargo, según Omnigraphics Health References Series: Depression Sourcebook,  un profesional médico o de salud mental, como un fisiólogo o psiquiatra, debe realizar una evaluación más calculada. Siguiendo la base de los síntomas, los signos incluyen, entre otros, un cambio inusual en los hábitos de sueño (por ejemplo, problemas para dormir o exceso de horas de sueño); una cantidad significativa de aumento/pérdida de peso por la falta o exceso de alimentación; experimentar dolores/dolores sin motivo aparente que se pueda encontrar; e incapacidad para concentrarse en tareas o actividades. Si estos síntomas están presentes durante un período de dos semanas o más, es seguro asumir que el niño, o cualquier otra persona, está cayendo en una depresión mayor.

### Evaluación
La Academia Estadounidense de Pediatría recomienda que los proveedores de atención primaria evalúen la depresión de niños y adolescentes con herramientas de detección validadas, autoevaluadas o administradas por un médico, una vez al año. Sin embargo, no existe una herramienta de detección recomendada universalmente y el médico es libre de elegir entre varias validadas según sus preferencias personales. Una vez que la herramienta de detección indica la posible presencia de una depresión, se recomienda una evaluación diagnóstica exhaustiva.  A principios de 2016, el USPSTF publicó una recomendación actualizada para la detección del trastorno depresivo mayor (TDM) en adolescentes de 12 a 18 años. Se debe proporcionar tratamiento y seguimiento adecuados a los adolescentes con resultados positivos. 

### Correlación entre la depresión adolescente y la obesidad en la edad adulta
Según una investigación realizada por Laura P. Richardson et al., la depresión mayor ocurrió en el 7% del estudio decohorte durante la adolescencia temprana (11, 13 y 15 años) y en el 27% durante la adolescencia tardía (18 y 21 años). A los 26 años, el 12% de los participantes del estudio eran obesos. Después de ajustar el índice de masa corporal inicial de cada individuo (calculado como el peso en kilogramos dividido por el cuadrado de la altura en metros), las niñas adolescentes tardías deprimidas tenían un riesgo dos veces mayor de obesidad en la edad adulta en comparación con sus no adolescentes compañeras deprimidas (riesgo relativo, 2,32; intervalo de confianza del 95%, 1,29-3,83). También se observó en mujeres una relación dosis-respuesta entre el número de episodios de depresión durante la adolescencia y el riesgo de obesidad en la edad adulta. La asociación no se observó en los niños adolescentes tardíos ni en los niños o niñas adolescentes tempranos. 

### Correlación entre la depresión infantil y los riesgos cardíacos en los adolescentes
Según una investigación de RM Carney et al., cualquier antecedente de depresión infantil influye en la aparición de factores de riesgo cardíaco en la adolescencia, incluso si los individuos ya no padecen depresión. Tienen muchas más probabilidades de desarrollar enfermedades cardíacas en la edad adulta. 

### Distinción con respecto al trastorno depresivo mayor en adultos
Si bien existen muchas similitudes con la depresión en adultos, especialmente en la expresión de los síntomas, existen también muchas diferencias que crean una distinción entre los dos diagnósticos. Las investigaciones han demostrado que cuando la edad de un niño es menor en el momento del diagnóstico, normalmente habrá una diferencia más notable en la expresión de los síntomas con respecto a los signos clásicos de la depresión en adultos.  Una diferencia importante entre los síntomas mostrados en adultos y niños es que los niños tienen tasas más altas de internalización; por tanto, los síntomas de la depresión infantil son más difíciles de reconocer.  Una causa importante de esta diferencia es que muchos de los efectos neurobiológicos en el cerebro de los adultos con depresión no se desarrollan completamente hasta la edad adulta. Por tanto, en un sentido neurológico los niños y los adolescentes expresan la depresión de manera diferente.

## Tratamiento
La psicoterapia y los medicamentos son opciones de tratamiento comúnmente utilizadas. En algunas investigaciones, los adolescentes mostraron preferencia por la psicoterapia en lugar de los medicamentos antidepresivos como tratamiento.  Para los adolescentes, la terapia cognitivo-conductual y la terapia interpersonal han sido respaldadas empíricamente como opciones de tratamiento eficaces.   Para los niños y adolescentes con trastorno depresivo de moderado a grave, la fluoxetina parece ser el mejor tratamiento (ya sea con o sin terapia cognitivo-conductual), pero es necesaria más investigación al respecto.  
Los médicos suelen dividir el tratamiento en tres fases: en la fase aguda, que suele durar de seis a 12 semanas, el objetivo es aliviar los síntomas. En la fase de continuación, que puede durar varios meses más, el objetivo es maximizar las mejoras. En esta etapa, los médicos pueden realizar ajustes en la dosis de un medicamento. En la fase de mantenimiento, el objetivo es prevenir las recaídas. A veces, en esta etapa se reduce la dosis de un fármaco o la psicoterapia tiene más peso. Las diferencias únicas en la experiencia de vida, el temperamento y la biología hacen que el tratamiento sea un asunto complejo; Ningún tratamiento es adecuado para todos. 
La terapia de masaje pediátrico puede tener un efecto inmediato sobre el estado emocional del niño en el momento del masaje, pero no se han identificado efectos sostenidos sobre la depresión. 
Se han desarrollado programas de tratamiento que ayudan a reducir los síntomas de la depresión. Estos tratamientos se centran en la reducción inmediata de los síntomas concentrándose en enseñar a los niños habilidades relacionadas con el control primario y secundario. Si bien aún se necesita mucha investigación para confirmar la eficacia de este programa de tratamiento, un estudio demostró que es eficaz en niños con síntomas depresivos leves o moderados. 
La identificación y el tratamiento de la depresión parental concomitante se asocian con mejores respuestas al tratamiento en adolescentes con depresión, ya que tener un padre con depresión puede afectar negativamente la respuesta de un joven a la terapia, así como su perspectiva sobre la depresión. 

### Terapia de conversación
Existe una variedad de tipos comunes de psicoterapia. Estos pueden ayudar a las personas a vivir más plenamente, ayudar a mejorar los buenos sentimientos y tener una vida mejor.  La psicoterapia eficaz para niños siempre incluye la participación de los padres, la enseñanza de habilidades que se practican en el hogar o en la escuela y medidas de progreso a las que se les da seguimiento a lo largo del tiempo.  En muchos tipos, se anima a los hombres a abrirse más emocionalmente y comunicar su angustia personal, mientras que a las mujeres se les anima a ser asertivas en sus propias fortalezas.  A menudo, la psicoterapia enseña habilidades de afrontamiento y al mismo tiempo permite a los adolescentes o niños explorar sentimientos y eventos en un ambiente seguro. 
La depresión grave, el bajo funcionamiento global, las puntuaciones más altas en las escalas de tendencias suicidas, la ansiedad coexistente, los procesos de pensamiento distorsionados y los sentimientos de desesperanza son características de la depresión adolescente que se asocian con una mala respuesta a la psicoterapia.  Si hay un conflicto familiar concomitante, la terapia interpersonal es más eficaz que la terapia cognitiva. 

#### Terapia cognitiva
La terapia cognitiva tiene como objetivo cambiar las formas de pensar dañinas y replantear los pensamientos negativos de una manera más positiva. Los objetivos de la terapia incluyen varios pasos de aprendizaje del paciente. Durante la terapia cognitivo-conductual, los niños y adolescentes con depresión trabajan con terapeutas para aprender sobre su diagnóstico, cómo identificar y remodelar patrones de pensamiento negativos y cómo aumentar la participación en actividades agradables.  Los terapeutas capacitados en TCC trabajan con individuos, familias y grupos. El enfoque se puede utilizar para ayudar a cualquier persona, independientemente de su capacidad, cultura, raza, género o preferencia sexual. Puede aplicarse con o sin medicación psicofarmacológica concurrente, dependiendo de la gravedad o naturaleza del problema de cada paciente. La duración de la terapia cognitivo-conductual varía, aunque normalmente se la considera uno de los tratamientos psicoterapéuticos más breves. Especialmente en entornos de investigación, la duración de la TCC suele ser corta, entre 10 y 20 sesiones. En la práctica clínica habitual, la duración varía según la comorbilidad del paciente, los objetivos de tratamiento definidos y las condiciones específicas del sistema de atención sanitaria. 

#### Terapia de comportamiento
La terapia conductual ayuda a cambiar las formas dañinas de actuar y a controlar el comportamiento que está causando problemas.

#### Terapia interpersonal
La terapia interpersonal ayuda a aprender a relacionarse mejor con los demás, expresar sentimientos y desarrollar mejores habilidades sociales. La terapia interpersonal ayuda al paciente a identificar y afrontar conflictos recurrentes dentro de sus relaciones. Normalmente, la terapia se centrará en uno de los cuatro problemas específicos: el duelo, el aislamiento social, los conflictos sobre roles y expectativas sociales o el efecto de un cambio importante en la vida. 

#### Terapia familiar
Los principios de la dinámica de grupo son relevantes para los terapeutas familiares que no sólo deben trabajar con individuos, sino con sistemas familiares completos.  El asesoramiento familiar puede ayudar a las familias a comprender cómo los desafíos individuales de un niño pueden afectar las relaciones con los padres y hermanos y viceversa. 
Los terapeutas se esfuerzan por comprender no sólo lo que dicen los miembros del grupo, sino también cómo se comunican (proceso) estas ideas. Los terapeutas pueden ayudar a las familias a mejorar la forma en que se relacionan y así mejorar su propia capacidad para abordar el contenido de sus problemas centrándose en el proceso de sus discusiones. Virginia Satir amplió el concepto de cómo los individuos se comportan y se comunican en grupos describiendo varios roles familiares que pueden servir para estabilizar los patrones de comportamiento característicos esperados en una familia. Por ejemplo, si un niño es considerado un "niño rebelde", un hermano puede asumir el papel de "niño bueno" para aliviar parte del estrés en la familia. Este concepto de reciprocidad de roles es útil para comprender la dinámica familiar porque la naturaleza complementaria de los roles hace que los comportamientos sean más resistentes al cambio. 

#### Antidepresivos
Los médicos suelen recomendar un inhibidor selectivo de la recaptación de serotonina (ISRS) como tratamiento farmacológico de primera línea para la depresión en la adolescencia.   Para los niños y adolescentes con trastorno depresivo de moderado a grave, la fluoxetina parece ser el mejor tratamiento (ya sea con o sin terapia cognitivo-conductual), pero se necesita investigación ulterior.     La sertralina, el escitalopram y la duloxetina también pueden ayudar a reducir los síntomas.  El escitalopram y la fluoxetina se encuentran entre los antidepresivos más seguros para administrar a niños y adolescentes.   Se ha demostrado que la combinación de psicoterapia con medicamentos es más eficaz para el tratamiento de la depresión en la adolescencia que los medicamentos solos. 
Los ISRS actúan sobre el sistema de serotonina que afecta el estado de ánimo, la excitación, la ansiedad, los impulsos y la agresión. Los ISRS también parecen influir indirectamente en otros sistemas de neurotransmisores, incluidos los que involucran norepinefrina y dopamina. Algunas posibles reacciones adversas de los ISRS incluyen dolor de cabeza, efectos secundarios gastrointestinales, sequedad de boca, sedación o insomnio y activación.  La activación se refiere a un estado de agitación psicomotora que incluye síntomas de insomnio, desinhibición e inquietud que pueden resultar en la interrupción de un medicamento.  Existe un riesgo poco común de pensamientos o comportamientos suicidas con los ISRS, especialmente cuando se inicia el tratamiento o se aumenta la dosis, con una tasa de hasta el 0,7% en comparación con el placebo en los primeros metanálisis de los ISRS en el tratamiento de la depresión adolescente.  Esto llevó a la Administración de Alimentos y Medicamentos (FDA) a emitir una advertencia de recuadro negro sobre este riesgo.  Una vez que se logra la remisión, los medicamentos se continúan durante al menos 6 a 12 meses y luego se considera suspenderlos.  La interrupción temprana o prematura de los medicamentos, antes de los 6 a 12 meses de haber logrado la remisión, se asocia con un mayor riesgo de recaída de la depresión. 
Se pueden agregar otros medicamentos a los ISRS si se logra una respuesta parcial y se necesita una mejora adicional; estos agentes incluyen litio, bupropión y antipsicóticos atípicos.  Estas opciones son medicamentos que funcionan de diferentes maneras. El bupropión (Wellbutrin) actúa a través de los neurotransmisores norepinefrina y dopamina, mientras que la mirtazapina (Remeron) afecta la transmisión de norepinefrina y serotonina. Los medicamentos venlafaxina (Effexor) y duloxetina (Cymbalta) actúan en parte inhibiendo simultáneamente la recaptación de serotonina y norepinefrina. Los medicamentos más antiguos del mercado no se recetan con frecuencia, pero pueden ser una buena opción para algunas mujeres. Estos incluyen antidepresivos tricíclicos (ATC) e inhibidores de la monoamino oxidasa (IMAO). Los ATC pueden causar efectos secundarios como sequedad de boca, estreñimiento o mareos. Los IMAO pueden provocar sedación, insomnio, mareos y aumento de peso. Para evitar el riesgo de un rápido aumento de la presión arterial, las personas que toman IMAO también deben evitar ingerir tiramina, que se encuentra en el yogur, el queso añejo, los encurtidos, la cerveza y el vino tinto. Algunos efectos secundarios de los medicamentos desaparecen con el tiempo, mientras que otros pueden disminuir cuando se reduce la dosis de los mismos. 
En los EE. UU., a partir de 2021, la FDA aprobó los ISRS fluoxetina y escitalopram para el tratamiento de la depresión en adolescentes, pero otros ISRS o inhibidores de la recaptación de serotonina y norepinefrina (IRSN) a menudo se usan fuera de indicación para el tratamiento. 

## Investigación
Las diferencias en la estructura y función del cerebro parecen estar presentes en los adolescentes con depresión, aunque esto puede depender de la edad. Los adolescentes más jóvenes, en su mayoría menores de 18 años, con depresión han mostrado un mayor volumen de materia blanca dentro de las regiones frontales del cerebro, un mayor espesor cortical en el córtex del cíngulo anterior y la corteza orbitofrontal medial, así como una mayor conectividad funcional entre las regiones cortico-límbicas del cerebro..   Mientras que los adolescentes mayores, en su mayoría mayores de 18 años, parecen mostrar una superficie cortical más baja en regiones que incluyen las circunvoluciones lingual y occipital, así como las cortezas orbitofrontal medial y motora.  Resultados como estos han llevado a la hipótesis de que las causas biológicas de la depresión pueden ser en parte un trastorno del desarrollo neurológico, y sus fundamentos biológicos se forman en las primeras etapas del desarrollo del cerebro.  

## Historia
Aunque los psiquiatras de niños y adolescentes utilizaron antidepresivos para tratar el trastorno depresivo mayor, no siempre se utilizaron en jóvenes con un trastorno de conducta comórbido debido a los riesgos de sobredosis en dicha población. Los antidepresivos tricíclicos eran los antidepresivos predominantes utilizados en ese momento en esta población. Con la llegada de los inhibidores selectivos de la recaptación de serotonina (ISRS), los psiquiatras de niños y adolescentes comenzaron a recetar más antidepresivos en el grupo de trastorno de conducta comórbido/depresión mayor debido a que no había, ni hay, una correlación significativa de la respuesta adversa a niveles más altos. dosis.  Esto plantea la posibilidad de que un tratamiento más eficaz de estos jóvenes también pueda mejorar sus resultados en la vida adulta.  Aunque las tasas de tratamiento se están volviendo más estables, existe una tendencia que sugiere que se ha logrado poco progreso en la reducción de la brecha en el tratamiento de salud mental para la depresión adolescente.  La FDA también ha colocado un recuadro negro de advertencia sobre el uso de antidepresivos, lo que ha llevado a los médicos a dudar a la hora de recetarlos a adolescentes. 

## Controversias
A lo largo del desarrollo y la investigación de este trastorno, han surgido controversias sobre la legitimidad de la depresión en la infancia y la adolescencia como diagnóstico, la adecuada medición y validez de las escalas para diagnosticar y la seguridad de tratamientos particulares.

### La legitimidad como diagnóstico
En las primeras investigaciones sobre la depresión en niños, se debatió si los niños podían cumplir clínicamente los criterios del trastorno depresivo mayor.  Sin embargo, desde la década de 1970, se ha aceptado entre la comunidad psicológica que la depresión en los niños puede ser clínicamente significativa.  La controversia más pertinente en la psicología actual se centra en la importancia clínica de los trastornos del estado de ánimo subumbrales. Esta controversia surge del debate sobre la definición de los criterios específicos para un estado de ánimo deprimido clínicamente significativo en relación con los síntomas cognitivos y conductuales. Algunos psicólogos sostienen que los efectos de los trastornos del estado de ánimo en niños y adolescentes, o más bien los pocos que existen pero que no cumplen plenamente los criterios de depresión, no conllevan riesgos suficientemente graves. Los niños en esta área de gravedad, argumentan, deberían recibir algún tipo de tratamiento, ya que los efectos aún podrían ser graves.  Sin embargo, dado que todavía no ha habido suficiente investigación o evidencia científica para respaldar que los niños que se encuentran dentro del área apenas por debajo de un diagnóstico clínico requieren tratamiento, otros psicólogos dudan en apoyar la administración del tratamiento.

### Controversia del diagnóstico
Para diagnosticar depresión en un niño, se han desarrollado diferentes medidas de detección e informes para ayudar a los médicos a tomar una decisión adecuada. Sin embargo, se ha cuestionado la precisión y eficacia de ciertas medidas que ayudan a los psicólogos a diagnosticar a los niños.  Debido a la ausencia de pruebas sólidas de que la detección de depresión en niños y adolescentes conduzca a mejores resultados de salud mental, se ha cuestionado si causa más daño que beneficio.  También han surgido preguntas sobre la seguridad y eficacia de los medicamentos antidepresivos. 

#### Fiabilidad de la medición
Se ha criticado la eficacia de las listas de verificación dimensionales de autoinforme infantil. Aunque la literatura ha documentado fuertes propiedades psicométricas, otros estudios han demostrado una pobre especificidad en el extremo superior de las escalas, lo que resulta en que la mayoría de los niños con puntuaciones altas no cumplen con los criterios de diagnóstico de depresión.  Otro problema con la confiabilidad de las mediciones para el diagnóstico ocurre en los informes de padres, maestros y niños. Un estudio, que observó las similitudes entre el autoinforme del niño y los informes de los padres sobre los síntomas de depresión del niño, reconoció que en medidas de informes de síntomas más subjetivos, la concordancia no era lo suficientemente significativa como para ser considerada confiable.  Dos escalas de autoinforme demostraron una clasificación errónea del 25% de los niños tanto en la muestra deprimida como en la controlada.  Una gran preocupación en el uso de escalas de autoinforme es la precisión de la información recopilada. La principal controversia surge de la incertidumbre sobre cómo se pueden o deben combinar los datos de estos múltiples informantes para determinar si a un niño se le puede diagnosticar depresión. 

#### Problemas de tratamiento
La controversia sobre el uso de antidepresivos comenzó en 2003 cuando el Departamento de Salud y Asistencia Sociald de Gran Bretaña afirmó que, basándose en los datos recopilados por la Agencia Reguladora de Medicamentos y Productos Sanitarios, la paroxetina (un antidepresivo) no debería utilizarse en pacientes menores de 18 años  Desde entonces, la Administración de Medicamentos y Alimentos de los Estados Unidos ha emitido una advertencia que describe el mayor riesgo de efectos adversos de los antidepresivos utilizados como tratamiento en menores de 18 años.  La principal preocupación es si los riesgos superan los beneficios del tratamiento. Para decidir esto, los estudios suelen analizar los efectos adversos causados por el medicamento en comparación con la mejora general de los síntomas.  Si bien múltiples estudios han demostrado una mejora o tasa de eficacia superior al 50%, la preocupación por efectos secundarios graves (como ideación o intentos de suicidio, empeoramiento de los síntomas o aumento de la hostilidad) sigue siendo una preocupación cuando se utilizan antidepresivos.  Sin embargo, un análisis de múltiples estudios sostiene que si bien el riesgo de ideación o intento suicida está presente, los beneficios superan significativamente los riesgos.  Debido a la variabilidad de estos estudios, actualmente se recomienda que si se eligen antidepresivos como método de tratamiento para niños o adolescentes, el médico vigile de cerca los síntomas adversos, ya que aún no hay una respuesta definitiva sobre por qué están deprimidos.
En el Reino Unido, las directrices del Instituto Nacional para la Excelencia en la Salud y la Atención (NICE) establecen que los antidepresivos para niños y adolescentes con depresión deben recetarse junto con la terapia y después de ser evaluados por un psiquiatra de niños y adolescentes. Sin embargo, entre 2006 y 2017, solo 1 de cada 4 de los jóvenes de 12 a 17 años a quienes su médico de cabecera les recetó un ISRS había visitado a un psiquiatra especialista y 1 de cada 6 había visitado a un pediatra. La mitad de estas recetas fueron para la depresión.   Entre las posibles razones sugeridas por las que los médicos de cabecera no siguen las directrices se encuentran las dificultades para acceder a terapias de conversación, las largas listas de espera y la urgencia del tratamiento.   Según algunos investigadores, el cumplimiento estricto de las pautas de tratamiento limitaría el acceso a medicamentos eficaces para los jóvenes con problemas de salud mental. 